# Trådlöst nätverk
Ett trådlöst nätverk är ett datornätverk som är byggt för att kunna sända data mellan olika noder med radioteknik. Det finns olika typer av trådlösa nätverk, men lokala och regionala nät är vanligast. Användningen av trådlösa nätverk har vuxit mycket under 2000-talet.
Trådlösa nätverk kan sättas upp på flera sätt. Man kan ha ett så kallat point-to-point-nätverk där två noder ansluter till varandra direkt, ett ad-hoc-nätverk, möjligen i form av ett meshnätverk där flera noder är sammankopplade och vidarebefordrar trafik enligt behov, eller ett nätverk med en central nod, en accesspunkt, som flera klienter ansluter till. Någon av noderna kan anslutas till internet och på så sätt ge det trådlösa nätverket tillgång till internetuppkoppling.
Trådlösa nätverk skyddas normalt genom lösenord och kryptering av trafiken, för att försvåra otillbörligt utnyttjande och avlyssning.
En typ av trådlösa nätverk med flera mils räckvidd som sätts upp av radioamatörer kallas för Hinternet.